# 19 Pułk Piechoty (brytyjski)
19 pułk piechoty – oddział piechoty brytyjskiej.
Sformowano w 1688 w  Devon. Do 1751 znany pod różnymi nazwami, ponieważ w tych czasach nazywano pułki od nazwisk dowódców; np. w latach 1744-1751 nazywano go: The Green Howards, ponieważ dowodził nim wówczas płk.  Sir Charles Howard. Po 1751nazwany 19 pułkiem piechoty: 19th Regiment of Foot.

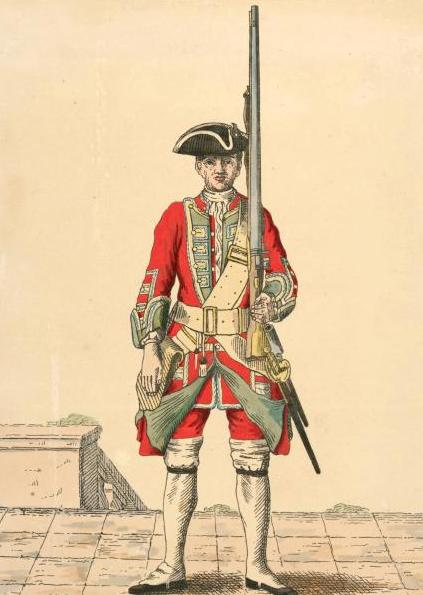
Żołnierz 19 pułku piechoty (1742)